# Bondor Csilla
Bondor Csilla, festőművész (Budapest, 1975. április 11. –)
„Határesetek. Vannak bennük grafikai, festői, szobrászati elemek, de installációnak is lehet őket nevezni, meg van hozzá videó, fotó, lightbox is, szóval mondjuk, hogy vegyes technika. Ma már megszokott a médiumok közti átjárás, és ezt én nagyon szeretem. Az elsődlegesen használt hulladékdeszka az alap. Még az egyetemi évek alatt fedeztem fel egy szobrászművésztelepen ezt az anyagot; a képgrafika szakon, ahova jártam, szerencsére elfogadták, sőt támogatták, hogy ez legyen az irány.”

## Tanulmányok
2007-ben a Magyar Képzőművészeti Egyetemen diplomázott képgrafika szakon. Mesterei Kőnig Róbert és Kocsis Imre voltak.

## Díjak, ösztöndíjak
- 2014 61. Vásárhelyi Őszi Tárlat, Vásárhelyi Róna Kft. Díja
- 2014 I. Csendélet Biennálé, Különdíj
- 2013 I. Megyei Tavaszi Tárlat, Tatabánya, Komárom-Esztergom Megye Díja
- 2011 42. Tavaszi Tárlat, Pesterzsébeti Önkormányzat Díja
- 2010 Újbuda-Mecénás pályakezdő ösztöndíj
- 2007 Corvina Alapítvány Díja
- 2007 KOGART-díj
- 2007 Zewa pályázat, I. díj, képzőművészeti kategória
- 2006 Római Magyar Akadémia ösztöndíja

## Egyéni kiállítások
- 2016 Magas, mély, korlátolt - Resident Art Budapest, Budapest
- 2016 Magenta - K.A.S. Galéria, Budapest
- 2015 Ikrek - Faur Zsófi Galéria, Budapest
- 2015 Exit (Menasági Péterrel) - Szent István Bazilika, Lovagterem, Budapest
- 2014 Vadlesőrszem - Budapest Galéria Kiállítóháza, Budapest
- 2014 Vízió - Karinthy Szalon, Budapest
- 2012 Zarándoklat (Menasági Péterrel) - public art installáció, Héreg
- 2012 A mélység felszínén - Pintér Sonja Galéria, Budapest
- 2010 Határtalan - K.A.S. Galéria, Budapest
- 2009 Pajta Galéria, Vértesacsa
- 2008 VII. Magyar Festészet Napja, Fonó, Pajta Galéria, Budapest
- 2007 Néző tér - K.A.S. Galéria, Budapest
- 2006 Bázis fesztivál, Rakétabázis, Zsámbék
- 2005 Fa-rakás - Artus Galéria, Budapest